# Bakıxanov
Bakıxanov (também chamada de Bakikhanov e Bakihanov) é uma cidade na região de Absheron, no Azerbaijão.[carece de fontes?] Anteriormente chamava-se Abbasgulu Bakikhanov e possui uma população de 70 923 habitantes.